# 庭鳥塚古墳
庭鳥塚古墳（にわとりづかこふん）は、大阪府羽曳野市東阪田にある古墳。形状は前方後方墳。大阪府指定史跡に指定されている。
2005年（平成17年）に工事により存在が確認され、緊急調査により三角縁神獣鏡など様々な遺物が出土している。

## 概要
2005年（平成17年）6月、羽曳野市東阪田遺跡の一画で整地工事によって削られた高さ3メートルの法面に粘土槨の断面を同市教育委員会の職員が確認した。当該地は「庭鳥塚」という小字が残る場所であった。直ちに緊急の調査が羽曳野市教育委員会によって実施され、墳丘規模を確認するための測量調査と発掘調査が行なわれた。また、2006年（平成18年）からは、3年計画で墳丘確認を目的とする調査が実施されている。それにより、墳形は前方後方墳であること、墳丘長は残存部で50メートル、復原長で60メートル以上であることが判明した。断面部だけが確認されていた粘土槨は東西6メートル、南北の残存部で6.5メートルの墓壙の中に設けられたもので、木棺を包み覆う構造で、深さは最大80センチを測った。木棺は木片が僅かに残るだけであったが、その痕跡から長さ2.7メートル以上、幅0.7メートル、高さ0.4メートル以上の規模に復原できるものであった。棺内の副葬品としては直径21.5センチの三角縁神獣鏡1面､ 勾玉1、鉄刀1､鉄剣1が出土し、棺外からは筒型銅器2、鉄刀3、鉄剣2、鉄ヤリ3、鉄鏃135、銅族58の他、篭手2、鉄製工具類、漆塗弓1、漆塗靫1が出土している。

## 文化財

### 大阪府指定文化財
- 有形文化財
  - 庭鳥塚古墳出土遺物 一括（考古資料） - 2017年（平成28年）4月5日指定[1]。
- 史跡
  - 庭鳥塚古墳 - 2017年（平成28年）4月5日指定[1]。

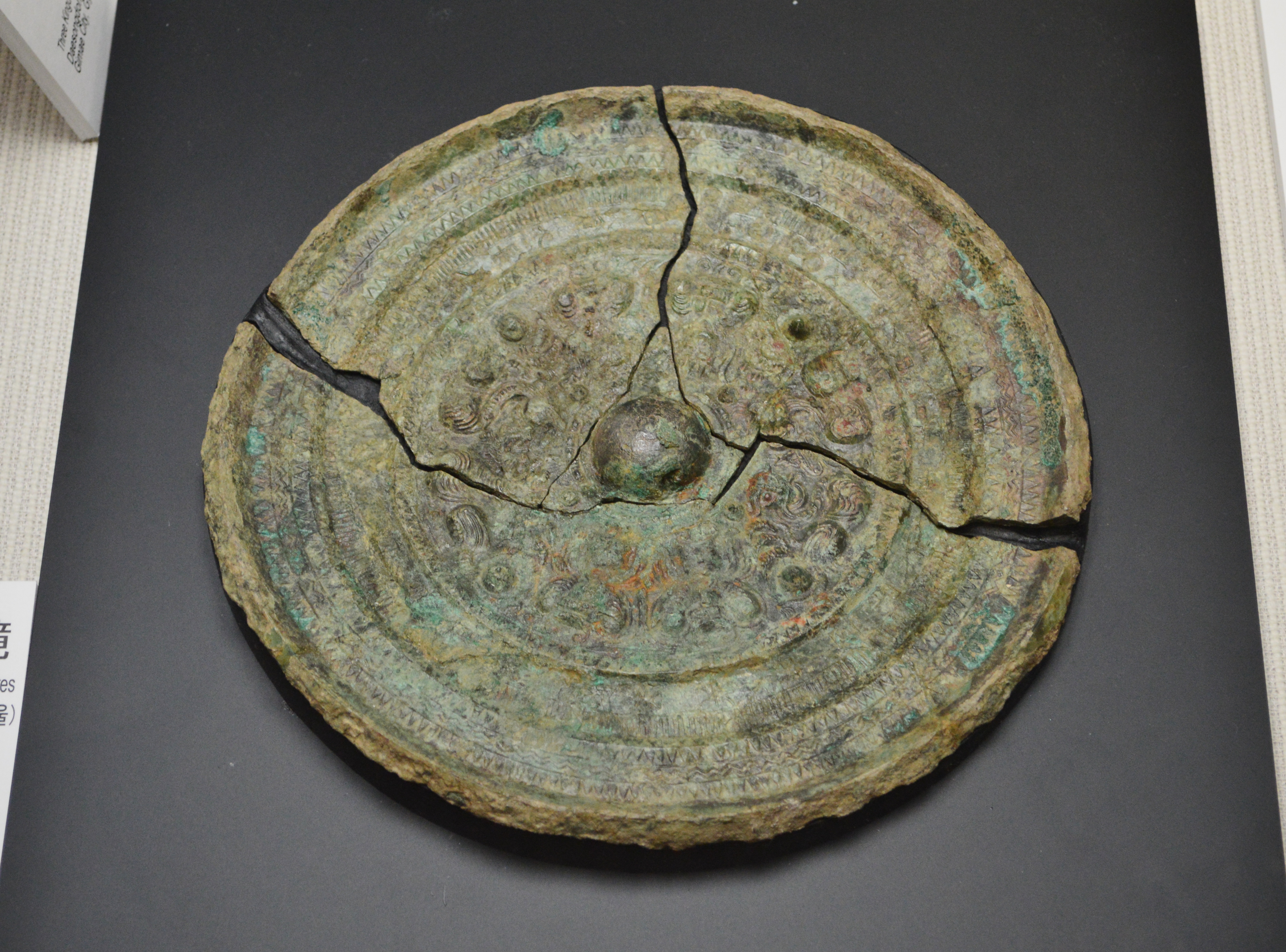
三角縁四神四獣鏡 大阪歴史博物館企画展時。
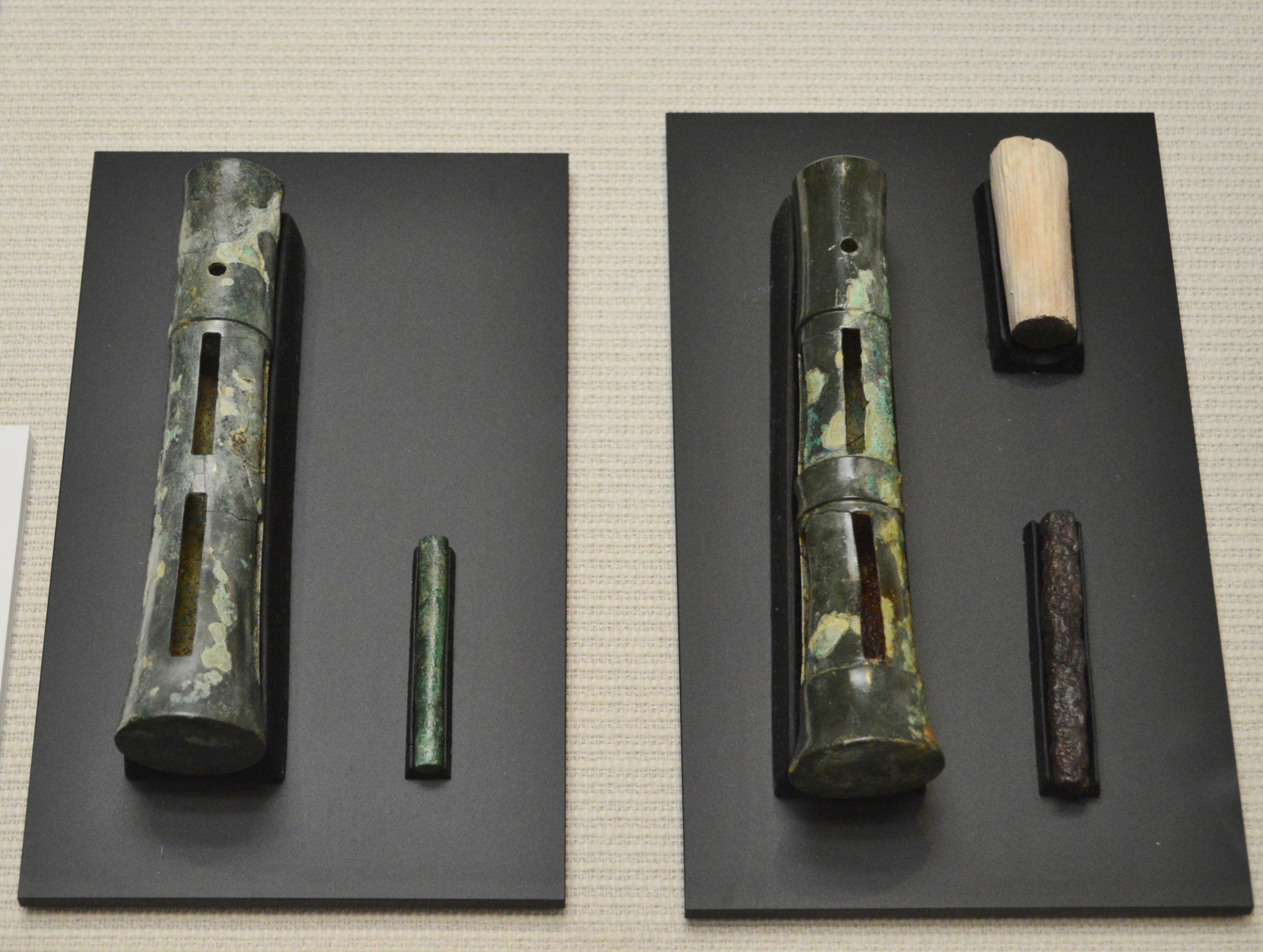
筒形銅器 大阪歴史博物館企画展時。